# 小行星15905
小行星15905（15905 Berthier）是一颗绕太阳运转的小行星，为主小行星带小行星。该小行星于1997年9月27日发现。

## 轨道参数
小行星15905的轨道半长轴为2.5316567 UA，离心率为0.179。